# Калмыково (Башкортостан)
Калмыково (баш. Ҡалмыҡ) — деревня в Бураевском районе Республики Башкортостан Российской Федерации. Входит в состав Бадраковского сельсовета.

## География

### Географическое положение
Расстояние до:
- районного центра (Бураево): 12 км,
- ближайшей ж/д станции (Янаул): 80 км.

## История
По материалам Первой ревизии, в 1722 году в деревне были учтены 117 душ мужского пола служилых мещеряков.
На 1906 год — деревня Калмыкова, волостной центр Калмыковской волости (Полный алфавитный список всех населенных мест Уфимской губернии / Изд. Уфим. губ. стат. ком. под ред. секр. Ком. А. П. Лобунченко. — Уфа, 1906).

## Население
| 2002 | 2009 | 2010 |
| ---- | ---- | ---- |
| 93   | ↘67  | ↘56  |

Согласно переписи 2002 года, преобладающая национальность — башкиры (85 %).